# Xanthonia pilosa
Xanthonia pilosa – gatunek chrząszcza z rodziny stonkowatych.
Chrząszcz o ciele długości od 2,9 do 3,2 mm. Głowę i przedplecze ma gęsto i grubo punktowane, porośnięte położonymi, jedwabistymi, złocistymi, na przedpleczu długimi włoskami. Głowa jest rudobrązowa z żółtawobrązowymi czułkami i wargą górną. Przedplecze jest ciemnorudobrązowe i najszersze w nasadowej ⅓. Punktowanie rudobrązowych z ciemniejszymi plamkami pokryw układa się w dość regularne rzędy, zaburzone przy tarczce, za bruzdą i pod barkami. Tak szerokie jak punkty międzyrzędy są na dysku spłaszczone, a na wierzchołku i po bokach pokryw żeberkowato wyniesione. Zapiersie jest punktowane tylko po bokach, a boki odwłoka są całobrzegie. Rudobrązowe odnóża charakteryzuje bardzo mały ząbek na spodniej powierzchni ud.
Owad Nearktyczny, znany tylko z Arizony i Utah w Stanach Zjednoczonych.